# Ringer-Bundesliga 2001/02
Die Ringer-Bundesliga 2001/02 startete mit 20 Vereinen, je zehn in der Nord- und in der Südstaffel. Meister der Vorrundenstaffeln wurden wie im Vorjahr der AV Germania Markneukirchen und der KSV Germania Aalen. Die Meister der beiden regionalen Vorrundenstaffeln wurden in einer Hin- und in einer Rückkampfrunde ermittelt. Die Play-offs, für die sich die besten vier Vereine beider Staffeln qualifizierten, begannen am 12. Januar 2002 mit dem Viertelfinale. Am Ende kamen der Titelverteidiger KSV Germania Aalen und der Rekordmeister VfK Schifferstadt in die Finalrunde. KSV Germania Aalen konnte sich in den beiden Kämpfen äußert knapp durchsetzen. Nach einer 10:14,5-Niederlage in Schifferstadt gewannen die Aalener den Rückkampf mit 14:9. Das Gesamtresultat betrug also 24:23,5 und reichte somit knapp für den sechsten Titel in Folge für den KSV Aalen.

## Vorrunde
| Legende | Legende                                  |
| ------- | ---------------------------------------- |
|         | Teilnahme an der Endrunde                |
|         | Rückzug zum Saisonende                   |
|         | Absteiger in die 2. Bundesliga           |
| (M)     | Meister der Vorsaison                    |
| (N)     | Aufsteiger aus der 2. Bundesliga         |
| (U)     | Umgruppierung aus der 1. Bundesliga Nord |

Die Wettkämpfe der Vorrunde fanden zwischen dem 25. August und dem 22. Dezember 2001 statt.

### Staffel Nord
Der AV Germania Markneukirchen hatte am Ende einen Punkt mehr als der 1. Luckenwalder SC auf dem Punktekonto. Neben Markneukirchen und Luckenwalde qualifizierten sich noch die Kampfgemeinschaften aus Halle, Merseburg und Leuna sowie die aus Greiz und Mohlsdorf für die Play-offs.
| Pl. | Verein                      | K. | Kampfpkte.  | Diff.  | Pkte. |
| --- | --------------------------- | -- | ----------- | ------ | ----- |
| 01. | AV Germania Markneukirchen  | 18 | 380:143     | +237,0 | 33:30 |
| 02. | 1. Luckenwalder SC          | 18 | 329,5:148,5 | +181,0 | 32:40 |
| 03. | WKG Halle-Merseburg-Leuna * | 18 | 274,5:183,5 | 0+91,0 | 27:90 |
| 04. | KG Greiz/Mohlsdorf **       | 18 | 300,5:2040  | 0+96,5 | 25:11 |
| 05. | KSV Witten 07               | 18 | 281,5:2280  | 0+53,5 | 18:18 |
| 06. | SV Sachsen 90 Werdau        | 18 | 222,5:3040  | 0−81,5 | 12:24 |
| 07. | KFC Leipzig                 | 18 | 0188:302,5  | −114,5 | 11:25 |
| 08. | TuS Jena (N)                | 18 | 195,5:298,5 | −103,0 | 08:28 |
| 09. | KSK Konkordia Neuss (N)     | 18 | 211,5:3160  | −104,5 | 08:28 |
| 10. | SG EC/Bayer Köln-Worringen  | 18 | 0150:405,5  | −255,5 | 06:30 |

Der SV Sachsen 90 Werdau zog sich nach der Saison aus der Bundesliga zurück. Die Ringer-Abteilung trennte sich vom Großverein, gründete den AC 1897 Werdau und trat in der Folgesaison in der Regionalliga Mitteldeutschland an.

### Staffel Süd
Germania Aalen wurde souveräner Meister der Südstaffel. Der einzige Punktverlust stammte aus der Auswärtsniederlage bei der RWG Mömbris-Königshofen (10,5:18,5), die nach der letzten Saison von der Nord-Staffel umgruppiert wurde. KSV Köllerbach belegte wie im Vorjahr hinter Aalen den zweiten Rang. Der SV Siegfried Hallbergmoos und der VfK Schifferstadt konnten sich außerdem noch für das Viertelfinale der Play-offs qualifizieren. Trauriges Schlusslicht der Liga war der KSV Wiesental, der in den 18 Kämpfen keinen Punkt holen konnte.
| Pl. | Verein                       | K. | Kampfpkte.  | Diff.  | Pkte. |
| --- | ---------------------------- | -- | ----------- | ------ | ----- |
| 01. | KSV Germania Aalen (M)       | 18 | 347:144     | +203,0 | 34:20 |
| 02. | KSV Köllerbach               | 18 | 349,5:1650  | +184,5 | 30:60 |
| 03. | SV Siegfried Hallbergmoos    | 18 | 306,5:2060  | +100,5 | 22:14 |
| 04. | VfK Schifferstadt            | 18 | 284:232     | 0+52,0 | 22:14 |
| 05. | KSV Haslach                  | 18 | 259:268     | 0−8,5  | 22:14 |
| 06. | SV Germania Weingarten       | 18 | 244,5:258,5 | 0−14,0 | 16:20 |
| 07. | RWG Mömbris-Königshofen (U)  | 18 | 248,5:249,5 | 0−1,0  | 14:22 |
| 08. | RKG Freiburg 2000            | 18 | 0241:298,5  | 0−57,5 | 10:26 |
| 09. | ASV Bauknecht Schorndorf (N) | 18 | 192:323     | −131,0 | 10:26 |
| 10. | KSV Wiesental                | 18 | 130,5:458,5 | −328,0 | 00:36 |

## Play-offs
Die ersten vier Mannschaften jeder Staffel qualifizierten sich für die Endrunde.

### Viertelfinale
Im Viertelfinale wurden am 12. Januar 2002 die Hinkämpfe und am 19. Januar 2002 die Rückkämpfe ausgetragen.
|                    |                            | 1. Kampf | 2. Kampf | Gesamt    |
| ------------------ | -------------------------- | -------- | -------- | --------- |
| KG Greiz/Mohlsdorf | SV Siegfried Hallbergmoos  | 16,5:12  | 10:12    | 26,5:24   |
| 1. Luckenwalder SC | KSV Germania Aalen         | 6:21     | 4,5:20   | 10,5:41   |
| VfK Schifferstadt  | AV Germania Markneukirchen | 14:9     | 21,5:6,5 | 35,5:15,5 |
| KSV Köllerbach     | WKG Halle-Merseburg-Leuna  | 21,5:6,5 | 20,5:5   | 42:11,5   |

### Halbfinale
Die Halbfinalkämpfe fanden am 26. Januar und am 2. Februar 2002 statt.
|                    |                    | 1. Kampf | 2. Kampf | Gesamt |
| ------------------ | ------------------ | -------- | -------- | ------ |
| KG Greiz/Mohlsdorf | KSV Germania Aalen | 8:18,5   | 0:29     | 8:47,5 |
| KSV Köllerbach     | VfK Schifferstadt  | 17:4,5   | 6:19,5   | 23:24  |

### Finale
Der Hinkampf des Finales fand am 17. Februar 2002 statt, der Rückkampf am 23. Februar 2002.
|                   |                    | 1. Kampf | 2. Kampf | Gesamt  |
| ----------------- | ------------------ | -------- | -------- | ------- |
| VfK Schifferstadt | KSV Germania Aalen | 14,5:10  | 9:14     | 23,5:24 |

Mit diesem knappen Ergebnis wurde der KSV Germania Aalen deutscher Mannschaftsmeister 2002.

## Die Meistermannschaft vom KSV Germania Aalen
Zur Meisterschaftsmannschaft des KSV Germania Aalen gehörten folgende Ringer:
Amiran Karndanof, Romica Rasovan, Tero Katajisto, Othmar Kuhner, Djamel Ainaoui, Artiom Kjuregjan, Juri Melnitschenko, Thomas Kaczanowicz, Ronny Sauter, Othmar Kuhner, Sarkis Elgkian, Serafim Barsakow, Jimmy Samuelsson, Mijo Prigorec, Anton Nuding, Jens Gründling, Felix Polianidis, Marko Yli-Hannuksela, Ara Abrahamian,  Marc Buschle, Cengiz Çakıcı, Martin Lidberg, Baris Baglan, Heiko Balz, Konstantinos Thanos, Igor Klimow, Eddy Bengtsson; Trainer: Ahmet Çakıcı